# Armata 18-funtowa
Armata 18-funtowa (Ordnance QF 18-pounder) – armata polowa kalibru 84 mm używana przez armię brytyjską w czasie I wojny światowej i w początkowym okresie II wojny światowej.

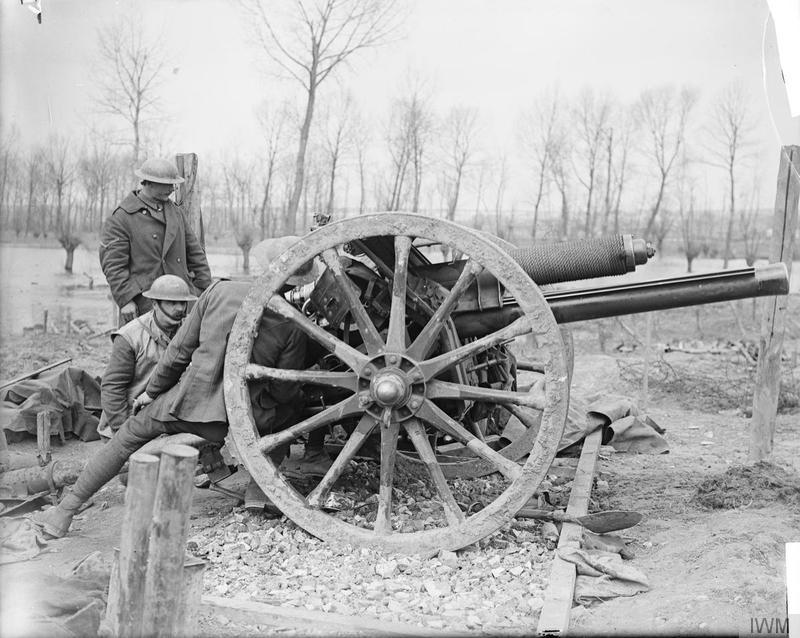
Armata 18-funtowa Mk I lub II w oryginalnej postaci podczas walk I Wojny Światowej

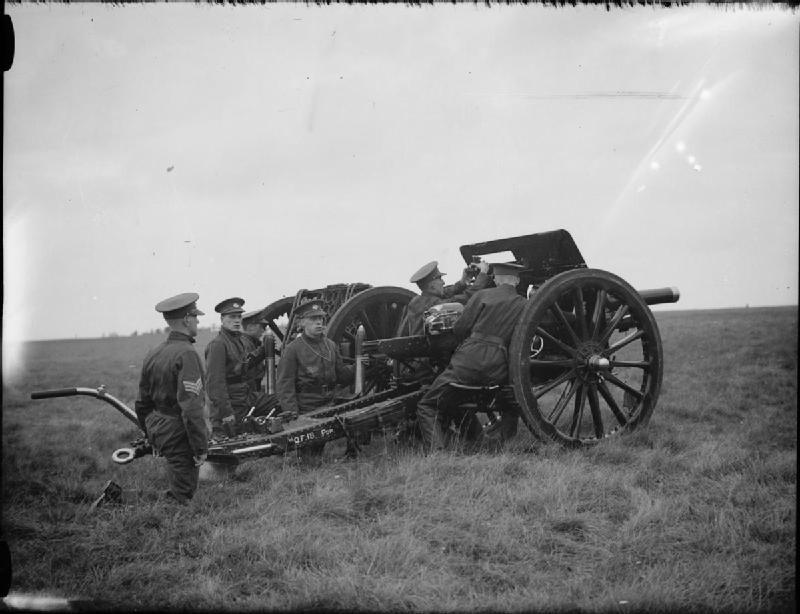
Armata 18-funtowa Mk IV na łożu Mk III lub IV

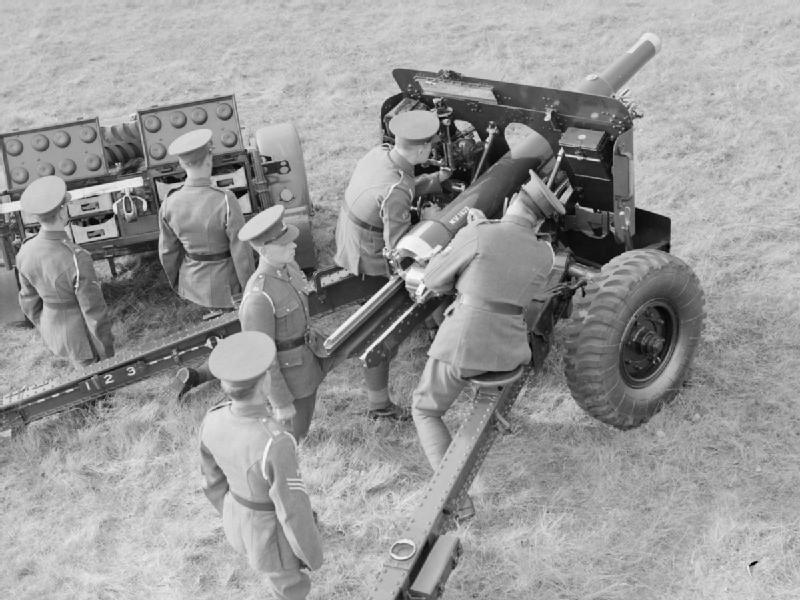
Armata 18-funtowa Mk IV na łożu dwugonowym MkV, zmodyfikowanym podczas II wojny światowej przez dodanie ogumionych kół

## Historia
Armata 18-funtowa powstała w wyniku poszukiwania nowoczesnej szybkostrzelnej armaty polowej dla Armii Brytyjskiej na początku XX wieku. W 1901 roku wydano specyfikację na opracowanie armaty, a w 1903 przeprowadzono jej próby. Wraz ze lżejszą armatą 13-funtową o takiej samej konstrukcji, przeznaczoną dla artylerii konnej, została przyjęta na uzbrojenie w grudniu 1904 roku. Zastępowały one zakupione w niewielkich ilościach w Niemczech armaty 15-funtowe. Armaty 18-funtowe zaczęły wchodzić na wyposażenie w 1906 roku. Pierwsze modele armaty 18-funtowej, Mk I i Mk II różniły się jedynie technologią wykonania lufy. Charakterystyczną cechą konstrukcyjną, podobnie jak armaty 13-funtowej, był sprężynowo-olejowy oporopowrotnik umieszczony nad lufą i łoże z pojedynczym rurowym ogonem. Wczesne armaty 18-funtowe miały siedzenia dla dwóch kanonierów po obu stronach lufy, później usunięte i zastąpione tarczą ochronną. Główną różnicę wizualną w stosunku do armaty 13-funtowej stanowiła dłuższa lufa i nieco większe wymiary. 
Armata 18-funtowa w pierwotnej postaci służyła na wszystkich frontach I wojny światowej. Uznawana była za najważniejsze brytyjskie działo I wojny światowej. Jej zaletą były cięższe pociski (8,4 kg), niż analogicznych dział kalibru 75–77 mm używanych przez inne armie. Donośność wynosiła 6525 jardów (ok. 5966 m). Główną wadą były usterki sprężyn oporopowrotnika, krytykowano także ograniczoną donośność, spowodowaną przez rurowy ogon, nie pozwalający na duży kąt podniesienia lufy, oraz umiarkowaną szybkostrzelność z powodu konstrukcji zamka śrubowego. Podczas wojny armaty ulepszano przez dodanie prostokątnego opancerzonego zbiornika oleju nad oporopowrotnikiem. W toku dalszych modyfikacji zastępowano sprężynowo-olejowy oporopowrotnik przez dłuższy hydropneumatyczny. Ulepszone w ten sposób łoże działa było oznaczone Mk II (nowe) lub Mk I* (konwertowane z istniejących) – oznaczenia wzoru łoża były niezależne od oznaczeń samej armaty. 
Wyprodukowano w Wielkiej Brytanii 1126 armat tych modeli przed wojną, oraz 99 w Indiach, a następnie jeszcze 8393 podczas wojny. Ponadto, 851 sztuk wyprodukowano w USA. W okresie międzywojennym armaty te zostały przesunięte do rezerwy. Po wybuchu II wojny światowej pozostałe „osiemnastofuntówki” ponownie weszły do służby jako działa obrony wybrzeża bądź w jednostkach szkoleniowych.
Pierwsza wersja produkcyjna Mark I została szybko zastąpiona „zracjonalizowaną” wersją „Mark II”, której produkcja została uproszczona. Mark III była tylko wersją eksperymentalną i nie weszła do produkcji. Odmiany Mark I i II używane były jeszcze w okresie międzywojennym, a niektóre nawet były użyte bojowo na Dalekim Wschodzie w czasie II wojny światowej.
Ostateczną ulepszoną wersją produkcyjną była Mark IV, która weszła do służby dopiero w ostatnich miesiącach wojny w 1918 roku. Różniła się ona całkowicie od wcześniejszych modeli. Nowy zamek śrubowy typu Ashbury breech pozwolił na zwiększenie szybkostrzelności działa, a łoże skrzynkowe z otworem pośrodku pozwoliło na zwiększenie kąta podniesienia lufy i tym samym donośności, która wzrosła do 9300 jardów (8500 m). Zastosowano nowy oporopowrotnik hydropneumatyczny, o zmiennym odrzucie, umieszczony klasycznie – w prostokątnej obudowie pod lufą, zamiast nad nią. Pierwszy model ulepszonego łoża oznaczony był Mk III, kolejny Mk IV, a następnie opracowano także łoże dwuogonowe Mk V. W 1926 armaty Mark IV zostały użyte do uzbrojenia eksperymentalnych dział samobieżnych Birch Gun, ale nie weszły one do masowej produkcji. Począwszy od 1936 roku około 1000 dział Mark IV została przebudowana na armaty 25-funtowe Mark I (oznaczane też jako 18/25-funtowe). W odróżnieniu od wczesnych modeli, działa Mk IV były szeroko używane bojowo w początkowym okresie II wojny światowej, a do szkolenia służyły do 1944 roku.
Z armaty można było wystrzeliwać pociski burzące, szrapnele, pociski chemiczne, dymne i zapalające. Amunicja była scalona. Masa pocisku ok. 18 funtów (8,1 kg). Do początkowego okresu I wojny światowej podstawowym pociskiem był szrapnel, zawierający 374 ołowiano-antymonowe kulki wagomiaru 1/40 funta. Pocisk burzący wprowadzono do produkcji dopiero w 1914 roku.
Brytyjska Królewska Artyleria Polowa (Royal Field Artillery) na początku I wojny światowej była zorganizowana w 6-działowe baterie, później organizowano też baterie 4-działowe. Brygady artylerii składały się z trzech baterii. Pierwsze sześć dywizji piechoty Brytyjskich Sił Ekspedycyjnych miały m.in. po trzy brygady artylerii dział 18-funtowych, później formowane dywizje miewały słabszą artylerię. W 1917 roku zreorganizowano artylerię dywizyjną, którą tworzyły dwie brygady, składające się z trzech baterii 18-funtowych i jednej haubic 4,5-calowych każda.
Działo 18-funtowe podczas I wojny światowej było holowane zaprzęgiem 6-konnym, z przodkiem. Obsada działa składała się z 10 ludzi, z czego 6 bezpośrednio obsługiwało armatę. W przodku działa mieściły się 24 naboje, w baterii przewożono dalsze 152 na działo.